# Kamienica Markowicowska w Krakowie
Kamienica Markowicowska – zabytkowa kamienica znajdująca się w Krakowie, w dzielnicy I przy ulicy Grodzkiej 27, na Starym Mieście.

## Historia kamienicy
Kamienica została wzniesiona około 1370. Jej pierwszym właścicielem był Gotfridus Gallicus. W XV wieku została przebudowana. W 1695 po raz pierwszy pojawia się w źródłach nazwa Kamienica Markowicowska. W XVIII wieku dom został przebudowany na zlecenie rodziny Michałowskich. Kamienica spłonęła podczas wielkiego pożaru Krakowa w 1850. Odbudowano ją w 1860 w stylu okrągło-łukowym, zwanym rundgogenstil, nawiązującym do architektury wczesnochrześcijańskiej i bizantyjskiej. Autorem projektu odbudowy był architekt Antoni Sacharski, zaś inwestorem kupiec Stanisław Armatys. Od 1910 budynek jest własnością komunalną.
27 kwietnia 1967 kamienica została wpisana do rejestru zabytków. Znajduje się także w gminnej ewidencji zabytków.